# Vampire: The Masquerade
Vampire: The Masquerade — настольная ролевая игра, первоначально разработанная Марком Рейн-Хагеном и выпускавшаяся компанией White Wolf Publishing с 1991 по 2004 годы. Входит в состав линейки ролевых игр, объединённых общим сеттингом, так называемым Старым Миром Тьмы, выдержанном в стиле «готик-панк» и представляющем собой версию современного мира, в которой действуют мифические существа. Vampire: The Masquerade посвящена вампирам, тайно живущим среди людей.
В 1992 году игра получила премию Origins Award в номинации «Лучший свод правил для ролевой игры».
Vampire: The Masquerade относится к старой версии Мира Тьмы. Существует более позднее издание 2004 года, в которое компания White Wolf включила новый сеттинг Vampire: The Requiem, чьи правила во многом отличаются от старого, как и сам мир вампиров. В старую редакцию также включается игра Vampire: Dark Ages, события которой перенесены из условной современности в Средние века. В этом сеттинге присутствуют сравнительно незначительные отличия от Vampire: The Masquerade (добавлены некоторые кланы, позднее «вымершие», несколько изменены игровые дисциплины и т. п.).
В 2011 году, в честь 20-летнего юбилея игры, она была официально переиздана. Существует её версия, ориентированная на живое действие. В США действует общенациональная фэн-организация «Камарилья», названная в честь одной из главных вампирских группировок, с центром в Солт-Лейк-Сити.
Пятое издание Vampire: The Masquerade выпущено в начале 2018 года. Разработкой нового издания руководит геймдизайнер Кеннет Хайт, издание распространяется компанией Modiphius Entertainment.

## Игровой мир и концепция

### Кланы и группировки вампиров
Вампиры в рамках Vampire: The Masquerade объединены в кланы — большие группы, основанные на едином происхождении и служащие в ролевой игре аналогами классов персонажей. Мифология Старого Мира Тьмы возводит происхождение великих кланов к тринадцати представителям третьего поколения вампиров, каждый из которых передал потомкам свои особенности и сверхъестественные таланты. Так, все Носферату обладают безобразной внешностью и владеют дисциплиной Затемнение, помогающей им быстро исчезать и оставаться невидимыми. В последующие века кланы дробились, уничтожались, на месте старых возникали новые. Немногие вампиры, так называемые каитиффы, презираемые в вампирском сообществе, лишены каких-либо характерных черт и не принадлежат ни к одному клану. Вампиры называют друг друга «Сородичами» (англ. The Kindred). Определить клан, чей представитель стал «Сиром» для каитиффа, можно определить надёжно лишь в половине случаев. «Дитя», брошенное Сиром на произвол судьбы, не зная практик новой жизни, часто гибнет в первой же стычке со смертными, а если повезёт — прибивается к таким же, но без малейших шансов слепить из столь разнородной группы отдельный клан.
Помимо кланов, вампирское общество разделено на несколько крупных группировок: важнейшие из них — Камарилья, члены которой уверены, что ради выживания вампиры обязаны поддерживать традиции Маскарада и скрываться среди смертных, и Шабаш, презирающий эти ограничения. Города Камарильи управляются князьями (англ. Prince), следящими за соблюдением традиций. Князь может быть любого пола; на практике его роль обычно играет рассказчик. Поскольку многие вампиры игнорируют князей или относятся к их власти без особого пиетета, могущество этих персонажей весьма относительно, и они могут смещаться амбициозными конкурентами. Князья вынуждены считаться с примогенами — лидерами кланов, представленных в городе. Князь, однако, может объявить «Кровавую Охоту» на вампира, нарушившего правила Маскарада (то есть, по сути, вынести ему смертный приговор).
В Шабаше царят дикие, варварские порядки; его члены верят, что вампиры должны не скрываться от людей, а открыто править ими, и склонны к агрессивным действиям. К этой секте официально причисляются только два клана, однако на самом деле существенную её часть составляют «отступники» из прочих кланов, в том числе и из Камарильи. Есть и собственные каитиффы, активно рекламирующие Шабаш среди прочих бесклановых вампиров как райское место, где их не будут притеснять за происхождение. Камарилья и Шабаш ведут постоянную войну, некоторые города находятся под контролем одной группировки, другие — другой, третьи без конца переходят из рук в руки. Во время наступлений Шабаш активно набирает «пушечное мясо», кусая всех смертных подряд и на скорую руку натравливая на противника.
Помимо Камарильи и Шабаша, существуют Анархи — вампиры, отвергающие обе секты и претендующие на свободное самоуправление. Как и Камарилья, они в принципе не против соблюдать Маскарад, но в лучшем случае они считают Камарилью совершенно ненужной для поддержания Маскарада группировкой Сородичей, в чём убеждаются всё больше, посещая её собрания. Наиболее радикальные Анархи считают Камарилью вообще потенциальным «маяком» для компетентных органов власти у смертных, которые могут незаметно извлечь из разговоров Сородичей слишком много информации. Против Шабаша же они выполняют роль силового балансира, объединяясь на время с Камарильей, когда ей удаётся убедить Анархов помочь в борьбе с Шабашом. Это случается не так часто, чтобы назвать их хотя бы ситуативными союзниками.
Так же, особняком стоят Независимые кланы, называющиеся Инконню — одиночно выживающие кланы, уходящие от участия в Джихаде, и в основном поддерживающие традицию маскарада, но не желающие иметь дел ни с Камарильей, ни тем более с Шабашем или Анархами.

#### Кланы Камарильи
- Бру́ха (Бруджа) — «Сброд», клан идеалистов и бунтарей; его представители более склонны к впадению в бешенство, чем другие вампиры, и симпатизируют анархическим идеям[17]. Бруха часто изображаются как панки или представители других современных субкультур[16]. Согласно истории вымышленного мира, некогда представители этого клана были мудрецами среди вампиров, но потомок Бруха по имени Троиль пожрал своего патриарха, дав начало великой войне, известной как Джихад. В средневековье Бруха оставались могущественными правителями, однако впоследствии утратили былую власть, что и привело к их постепенному превращению в смутьянов-оборванцев[18]. «Истинные Бруха» — миноритарная фракция клана, одержимая местью потомкам Троиль, во многом является «зеркальной» противоположностью доминирующей ветви клана. За основу клана был взят популярный в 80-е года образ городских вампиров, как представителей субкультур, например в фильме «Пропащие ребята»[19][20].
- Вентру́ — «Голубая кровь»; аристократический клан, опирающийся на богатство и власть, особенно последовательно настаивающий на поддержании Маскарада. Многие его представители — бизнесмены, политики и администраторы[18]. Вентру полагают, что сама судьба предназначила им управлять другими Сородичами и контролировать соблюдение древних традиций; они весьма щепетильны в вопросах чести[15]. Представители этого клана способны подчинять окружающих своей воле и необычайно устойчивы к физическим повреждениям[12]. Именно Вентру способствовали падению Бруха, уничтожив их оплот-утопию Карфаген руками Римской империи. Прообразом клана послужил архетип вампиров, как представителей старой европейской аристократии, а также конспирологической идеи того, что вампирские лобби тайно правят людьми[19].
- Малка́вианы — «Безумцы», клан сумасшедших, способных передавать своё безумие другим; каждый его член наделён тем или иным, особым психозом: от маниакального синдрома, до кататонического ступора. Малкавиане весьма умны, проницательны, и обладают уникальными «провидческими» способностями. Однако их поведение совершенно непредсказуемо, и некоторые из них являются неконтролируемыми маньяками[16]. При этом среди них нередко встречаются достаточно социальные вампиры. Между вампирами этого клана существует невидимая связь, именуемая «Сетью». Считается, что Сеть содержит в себе мудрость клана и была основана самим Малкавом — патриархом «безумцев», или же Сеть и есть Малкав. Альтернативная версия, исповедуемая последователями Пути Лилит, повествует о том, что сам Малкав попал под влияние полудемоницы Нахемии — дочери Лилит и покровительницы безумия, способной на самые изощренные мерзости. Сеть, по их мнению, является голосом Нахемии. За основу клана легла популярная в готических романах идея связи вампиризма и безумия и в частности любимая у Стивена Кинга идея того «вампиром может оказаться любой»[19].
- Носфера́ту — «Туннельные крысы»; все представители этого клана пугающе уродливы и вынуждены скрываться от людей[18]. Название дано в честь известного фильма «Носферату. Симфония ужаса», также за основу концепции клана легла идея образа вампира, как живого мертвеца[19]. Ужасающая внешность и вынужденная изолированность от общества сделали этих вампиров мастерами выживания[16]. Традиционным атрибутом этого клана является способность обманывать зрение и разум окружающих, что позволяет им скрывать свою внешность либо вовсе оставаться невидимыми для других. Основатель клана Носферату был проклят Темным отцом за убийство своего сира — красавицы по имени Зилла, возлюбленной Каина. Чудовищная внешность — наказание Абсимилиарда, что преследует всех его потомков.
- Тореадо́ры — «Вырожденцы», крайне социальный клан эстетов, ценителей прекрасного, преклоняющихся перед красотой. В основном Тореадоры занимаются искусством и покровительствуют всем его формам[17], в том числе и человеческой красоте. Благодаря этому среди потомков тореадор встречаются те, кто получил становление лишь из-за внешности. Тореадор, как и Вентру, составляют костяк Камарильи. Патриарх клана Тореадор, как они считают, удостоился наименее сурового проклятья Каина — замирать в беспамятстве перед прекрасным. Соответственно и искусство обращенных Тореадор не способно развиваться — дар бессмертия в этом случае выступает чем-то вроде фотоснимка, оставляя деятеля искусства на одном и том же уровне одарённости навечно. Прообразом клана послужили вампиры из цикла романов Вампирские Хроники Энн Райс[19].
- Тре́меры — «Чародеи», тесно связанный кровными узами клан, практикующий тауматургию — магию крови. Тремеры амбициозны и склонны к интригам[11]. Истоки клана Тремер восходят к не менее вероломным событиям, чем те, что выпали на долю Бруха. Согласно канону Тремер происходят от смертного мага и его последователей, которым удалось выследить и диаблеризировать патриарха клана Салюбри, брата Сета и Малкава, по имени Саулот (Также известен как Цао Лат, во время странствий на Восток в поисках просветления). Происхождение Тремер вызвало волну гнева среди фракций «истинных» вампиров, что стало причиной множества войн, однако бывшие смертные маги сумели отстоять своё вновь обретенное положение, благодаря сплоченности и темным искусствам. Принятие Тремер в ряды Камарильи — традиционный аргумент её идеологических оппонентов. Тем не менее, они доказали свою преданность секте. Тремер широко известны тем, что способны создавать Гаргулий — смертельно опасных и выносливых стражей, иногда даже с неплохим интеллектом. Данный клан был введён в игру, как попытку связать вампиризм и колдовство[19].

#### Кланы Шабаша
- Ласо́мбра — «Стражи», вампиры, способные повелевать тенями и тьмой. Они не отражаются в зеркалах, их изображения не остаются на фотографиях. Представители этого клана любят манипулировать смертными[11]. Если власть Вентру традиционно ассоциируется с титулами и положением, то Ласомбра предпочитают стоять в тени и дергать за ниточки. Клан Ласомбра во многом связан с религией, в том числе как способом влияния на мир смертных. Патриарх Ласомбра был уничтожен своими потомками, в практику которых широко вошло «сироубийство», по крайней мере, по сравнению с остальными вампирами.
- Цими́схи (Тзимици) — «Изверги», способные менять внешность, благодаря чему способны посоревноваться в красоте с Тореадор, и строение тела (как своего, так и других живых существ). Они очень привязаны к своим убежищам. Цимисхи умны и образованны[11], однако совершенно бессердечны и развлечениям предпочитают жуткие эксперименты в своих лабораториях. Корни Цимисхов, как принято считать, лежат среди аристократии Восточной Европы. Наиболее известным представителем этого клана является Влад Цепеш.
- Аримейн — «Дикие кошки», уникальный, «искусственный» клан вампиров, состоящий исключительно из женщин. Носительницы уникальных черт, способные общаться с духами зверей, и призывать их себе на помощь. Аримейн — дочери Мюриции — отступницы Гангрел из Шабаша, которая, проведя особый ритуал, изменила свою линию крови, приобретя новые способности, но утратив полную силу крови, и возможность создавать Детей, и даже Гулей. Все Аримейн, в сущности — Гангрел, которым Мюриция дала Становление тем же ритуалом что и себе самой.
- Каэсиды — «Причудники», загадочный клан, чье удивительное происхождение зачастую приписывают Ласомбра. Каэсиды славятся своим спокойствием и усердием. За их пытливыми натурами скрываются заблудшие, искаженные личности, изменившиеся под влиянием огромных объёмов запретных знаний и, возможно, крови фей, использованной для их создания. Каэсиды унаследовали необычную красоту своих предков-фей: У них мертвенно-белая кожа, отливающая синевой, их гибкие тела достигают в высоту от шести до семи с половиной футов, у них заостренные носы, уши и скулы.
- Предвестники Черепов — «Лазариты», зловещие мертвецы, владеющие некромантией. Как и Самеди, их тела обезображены трупным разложением, а об их ярости, и затаенной злости ходят легенды, пугающие даже самих Шабашитов. Согласно легенде, Предвестники — ветвь Каппадокийцев, выжившая в геноциде Джованни, и жаждущая кровавой расплаты.

#### Независимые кланы
- Асса́миты — ближневосточный клан ассасинов, чьи способности делают их опасными и незаметными убийцами. Но несмотря на такую востребованность, со стороны всех Сородичей, они обладали одной пугающей чертой: Ассамиты чаще всех остальных прибегали к диаблери, что сеяло немалое беспокойство, как в рядах Камарильи, Шабаше, так и в независимых кланах. В результате, с подачи Вентру, маги клана Тремер наложили на них заклятие, не позволяющее производить диаблери.
- Га́нгрелы — «Скитальцы», клан вольных странников, предпочитающих жить среди дикой природы и постепенно приобретающих звериные черты. До 1998 года считался кланом Камарильи. Возводит своё происхождение к древним кочевникам-воинам[11]. Гангрелы наделены некоторыми чертами, которые в фольклоре приписываются оборотням, и обладают способностью общаться с животными[18]. Вампиры этого клана больше всех остальных Сородичей близки к своему Зверю и предпочитают больше жить с ним в гармонии, чем подавлять его. При этом нельзя сказать, что им совершенно чужда гуманность, чем они резко отличаются[источник не указан 115 дней] от оборотней — давних и весьма стойких противников всех вампиров. Предпочитают охотиться в чертах городов и для Становления выбирают наиболее отчужденных и нелюдимых смертных, коим будет близка философия клана, при этом уделяют особое внимание признакам оборотней, так как обратить их невозможно, а погибнуть от них — очень легко.
- Последователи Сета — «Змеи», клан фанатиков, поклоняющихся древнеегипетскому богу Сету. Для укрепления своих позиций они используют обычных людей, которых искушают наркотиками, сексом, деньгами и властью[11]. Наряду с кланом Малкавиан последователи Сета действительно «осязают» своего божественного патриарха, что является каждому последователю при становлении в большей или меньшей мере посредством видений. Конечная цель последователей — его возрождение, и приближается этот час посредством распространения религии сеттитов и сбора любой информации, которая гипотетически могла бы этому поспособствовать. Примечателен тот факт, что последователи получили приглашение вступить в ряды Камарильи в дни её основания, но отвергли его, предпочтя сохранить нейтралитет. Клановым проклятием последователей является повышенная чувствительность к свету, а их кровь (Vitae) считается особо притягательной для смертных.
- Джова́нни — современное наследие древнего клана Каппадокийцев, что был низвергнут смертными некромантами из Италии во главе с Августо Джованни в 1444 году. Каппадокийцы занимались исследованием смерти и посмертия, представляя собой довольно замкнутый клан ученых, собравших немыслимое количество древних знаний на полках своих личных библиотек. Интересны тем, что построили несколько грандиозных подземных городов, что является отсылкой к реальным подземным городам Каппадокии в Турции. Совместное поприще послужило причиной интеграции смертных некромантов в общество вампиров, однако в дальнейшем Каппадокийцы пали жертвой своих «коллег». В нынешние ночи Джованни являются тем же закрытым обществом, которым некогда были их проклятые предки. Джованни дают Становление только своим смертным кровным родственникам. Сила клана основана на богатстве и семейной структуре наподобие мафии[11].
- Ра́вносы — «Обманщики», «цыганский» клан, склонный к воровству и мошенничеству[11]. Представителям клана Равнос свойственно кочевничество, и несмотря на их дурную репутацию, большинство сильных мира вампиров предпочтут потерпеть Равнос у себя перед носом некоторое время, пока те не уйдут, нежели вступать с «обманщиками» в открытую конфронтацию. Равнос — мастера иллюзий. Они способны использовать акустические и оптические, разнообразные эффекты, благодаря которым завлекают и дурачат смертных или Сородичей. Происхождение клана находится под вопросом, разделяясь на три разных по своей сути версии. Так или иначе, большинство вампиров склонны считать, что патриарх Равнос пробудился и был уничтожен в 1999 году во время так называемой «Недели кошмаров», забрав с собой практически всех своих потомков. Для Равнос характерно пренебрежение общепринятым среди Камарильи нормам поведения в угоду личным интересам, однако их поступки все же ограничены собственным негласным кодексом, распространенным и действующим исключительно внутри клана. Примечательно, что идеологический путь Равнос, что носит название Пути Парадокса, называет обман и ухищрения клана лишь средством, благодаря которому Равнос пытаются направить остальных вампиров верной дорогой к просветлению, которую иначе они бы ни за что не восприняли.
- Дочери Какофонии — «Сирены», полностью женский клан вампиров, чье происхождение остается загадкой. Имеют уникальные внешние и ментальные черты, отдаленно напоминающие Малкавиан и Тореадор. Способны петь песни немыслимых могущества и красоты, приводящие слушателей, как смертных, так и сородичей, в полнейшее восхищение. Или же, напротив: при желании «Сирены» могут обратить свои голоса в грозное оружие: свести с ума своих слушателей, или даже нанести своим голосом физические увечья.
- Истинные Бруха — «Элои», первичная ветвь увядающего клана. В отличие от нынешней, доминирующей ветви Бруха, «Истинные» — существа эмоционально отстраненные, и имеющие некоторое сходство с Тремер, в плане научных изысканий. Владеют удивительными секретами управления пространством и временем.
- Салюбри — «Циклопы», дети павшего от рук Тремер Саулота. Опальный клан целителей, носителей искренней человечности и сострадания. Члены клана Салюбри несмотря на нормальную в общем-то внешность, отличаются уникальной деталью во внешности: их третий глаз на лбу, проявляющийся во время использования их целительных техник. Единственные вампиры, чаще всех способные войти в Голконду — мифическое состояние, в котором Сородич может сбросить бремя Зверя и низменных инстинктов.
- Самеди — "Покойники ", ужасающий клан некромантов и наемных убийц. В некромантии, и в искусстве убивать, Самеди могут уступить разве что Джованни и Ассамитам соответственно. Как и Носферату, проклятие изуродовало тела Самеди. Однако, если Носферату лишь обезображены и чудовищны, то Самеди, в буквальном смысле, похожи на разлагающиеся трупы. Линия крови замкнута и скрытна; Иные Сородичи верят, что Самеди — отверженная ветвь Носферату, которая оказалась мертворожденной.
- Нагараджа — «Каннибалы», зловещий, малочисленный клан некромантов, чье проклятие вынуждает их помимо крови, питаться ещё и плотью их жертв. Владеют особыми некромантическими техниками, способными потягаться даже с Джованни.
- Дети Осириса — уникальный, удивительный клан вампиров, не имеющий собственной линии крови, и принимающий лишь других Сородичей, разочаровавшихся в своих кланах или сектах. Как и Салюбри, являются поборниками человечности и справедливости, и как следует из имени их основателя — Осириса — они — древние, принципиальные противники Сетитов. Принимают в свои ряды лишь Сородичей, с высокой человечностью.

### Мифология и история
У вампиров в Vampire: The Masquerade есть своя мифология, основанная на библейской истории. Согласно ей, первым вампиром стал Каин, проклятый Богом за убийство Авеля и обречённый на вечную жизнь и бесконечную жажду человеческой крови. После долгих скитаний Каин основал так называемый Первый город и породил «потомство», то есть других вампиров. Город был разрушен, но от потомков Каина произошли тринадцать великих кланов, представители которых рассеялись по свету и стали тайно влиять на исторические события. В игре предполагается, что сила и яркость проявления сверхъестественных способностей персонажей крови слабеет по мере их удаления от Каина — чем младше вампир, тем он слабее. Наибольшее уважение и страх внушают Патриархи, или «Допотопные» (англ. Antediluvian) — персонажи, которым более двух тысяч лет.
Одним из ключевых понятий игры является Маскарад — свод правил, позволяющих вампирам выживать в человеческом мире. Согласно истории вымышленного мира, необходимость соблюдать Маскарад была признана в XV веке, когда Инквизиция уничтожила множество Сородичей и поставила под угрозу само существование вампирского общества. По игровой концепции, до 1435 года вампиры жили среди людей достаточно открыто и не слишком заботились о конспирации, однако после того, как они понесли существенные потери, их старейшины были вынуждены разработать правила Маскарада; после жестокой войны между представителями старших и младших поколений вампиров в 1486 году в Англии было заключено так называемое «Соглашение шипов» и основана Камарилья, частью которой были признаны восставшие Анархи. Тогда же произошёл раскол вампирского сообщества, приведший к созданию Шабаша, основным программным документом которого стал принятый гораздо позднее — в 1933 году — Миланский кодекс. Несмотря на то, что Шабаш позиционирует себя как организация, призванная властвовать над смертными, а не прятаться от них, члены Шабаша так или иначе придерживаются Маскарада. Отличается только способ «зачистки» утечек.
Помимо разных взглядов на роль вампиров в современном обществе, между Камарильей и Шабашом имеются гораздо более серьёзные идеологические разногласия. Открыто провозглашенной целью Шабаша является истребление всех патриархов и старейшин вампиров как их пособников во избежание наступления Геенны — предсказанного в древности возвращения патриархов и самого Каина. Камарилья считает Геенну нежизнеспособной выдумкой, однако в глазах Шабаша именно Камарилья является её грядущим оплотом, а предсказанных знамений конца света с каждым годом становится все больше и больше. Согласно литературе Мира Тьмы («Книга Нод»,"Сковывая зверя") во время Геенны в смертельной битве сойдутся Каин — Темный отец — и Лилит — Темная мать. Исход пророчества трактуется по-разному, однако потомки Каина не выживают в любом случае, поглощенные гневом своего создателя.
Одной из отличительных особенностей игрового мира является значительное влияние разного рода тайных (оккультных, потусторонних) сил на повседневные события, чем объясняется часто использование всяческих теорий заговора в создающихся на основе сеттинга историях.

### Особенности вампиров и упырей
Вампиры, представленные в Vampire: The Masquerade, сильно различаются по своим характеристикам, однако все они уязвимы для солнечного света и огня, а также отсечения головы; деревянные колья не убивают их, но парализуют. Вампиры способны быстро, но не мгновенно излечивать ранения, не являются живыми существами — не дышат (хотя могут имитировать дыхание и некоторые другие физиологические процессы), их сердца не бьются, а кровь, которую они пьют, в их телах распространяется при помощи осмоса. На вампиров в игре не действуют чеснок, религиозные символы и проточная вода.
Вампиры в игре не могут размножаться естественным путём, они «обращают» смертных в два этапа: сначала полностью выпивая их кровь, а затем давая им проглотить немного собственной. Вновь обращённый вампир называется «Дитя» (англ. Childe), а его создатель — «Сир». Большинство из вампиров обладают обострёнными чувствами, некоторые способны менять внешность и использовать другие сверхъестественные возможности. Могут подчинять людей своей воле, дав выпить своей крови (то есть выполняя лишь второй этап обращения). Получившийся упырь чувствует необычайный прилив сил, до некоторой степени становится неуязвим и при этом страстно желает повторения процесса, поэтому в верности их упырей вампирам редко приходится сомневаться, даже когда упыри узнают больше, чем позволено Маскарадом.

## Игровая механика
Как и другие ролевые игры подобного типа, Vampire: The Masquerade основан на книгах правил, описывающих основные элементы вымышленного мира и содержащих рекомендации по организации отыгрыша. Создание персонажа игроком проходит в несколько этапов. Сначала разрабатывается его общая концепция (определяется клан, выбираются «Натура» — истинная внутренняя сущность персонажа — и «Маска», то есть его роль, которую воспринимают окружающие). Затем игрок переходит к вычислению «атрибутов» — характеристик, непосредственно влияющих на возможности персонажа, которые подразделяются на физические, социальные и умственные; после этого выбираются дополнительные способности и особые преимущества, а на заключительным этапе накладываются «последние штрихи», позволяющие сделать вымышленный образ по-настоящему уникальным. Процесс создания персонажей обязательно контролируется игровым мастером (рассказчиком); последний также имеет право определять, каким образом будут использоваться те или иные правила в каждой конкретной партии.
Время игры ничем не ограничено, поскольку не существует ни заранее написанного сценария, ни каких-либо правил, искусственно ограничивающих продолжительность партий. Единственным условием, при котором персонаж более не может использоваться, является его гибель; её возможность присутствует всегда, поэтому игрокам приходится проявлять находчивость и осмотрительность. Игроки, чьи персонажи успешно пережили одну игру («хронику»), могут переносить их в последующие, развивая и переосмысляя их характеры.
Драматическая составляющая регулируется рассказчиком и книгами правил. Мастер имеет право решать все вопросы, связанные с взаимодействием персонажей, в том числе следить за тем, как игроки действуют, описывая конфликтные ситуации. В случаях, когда требуется определить успешность или неудачу того или иного действия, а также при описании боевых сцен могут использоваться различные приёмы вычисления случайностей (например, система жестов или набор карточек), однако чаще всего применяется бросание десятигранных игральных костей. Количество костей при броске определяется уровнем развития определённых атрибутов и способностей персонажа, сложность броска (числовой показатель, который необходимо превысить, чтобы условное действие было признано успешным) выбирает рассказчик. В версии Vampire: The Masquerade, ориентированной на живое действие, объективно существующие правила часто выучиваются участниками непосредственно в процессе игры.
Помимо персонажей, создающихся игроками и рассказчиком, в партии могут включаться «официальные» персонажи, биографии и характеристики которых содержатся в книгах правил. Такие действующие лица могут выполнять роль могущественных антагонистов, контролировать действия игроков (например, давать их персонажам задания) или просто использоваться для придания истории колорита. Некоторым из этих персонажей (например, учёному Беккету или бойцу Бруха Тео Беллу) посвящены отдельные книги, другие получили широкую известность за счёт связанной с сеттингом продукции (как Джулиан Луна, один из главных героев телесериала «Клан»).

## Специфика игры и её влияние
Основной причиной популярности Vampire: The Masquerade можно считать разноплановость — благодаря развитой системе кланов и организаций игрок может создать персонажа совершенно любого типа, причём у каждого из них будут как сильные, так и слабые стороны (это увеличивает реалистичность и увлекательность игрового процесса), а превалирование отыгрыша над игровой механикой даёт участникам большую свободу самовыражения. Несмотря на то, что в игре обычно используются десятигранные кости, рассказчики (мастера, ведущие партию) могут вовсе отказываться от их применения, опираясь исключительно на богатство воображения и сообразительность. Письменно зафиксированные правила существуют, и от них можно отталкиваться, но приоритет отдаётся созданию атмосферы и настроения, а не безукоризненному соблюдению предписаний. По этой же причине красочность и реалистичность описаний, диалогов и самих персонажей в Vampire: The Masquerade оказываются важнее боевых эпизодов. Благодаря этому игра привлекает людей, не имеющих ролевого опыта, а рассказчикам позволяет сконцентрироваться на эстетической составляющей.
Другой особенностью сеттинга является обязательность «метаигры» — своего рода двойного отыгрывания. На уровне реального мира игрок создаёт персонажа и исполняет его роль, однако и сам персонаж на уровне вымышленного мира вынужден постоянно играть различные роли; таким образом, повышается сложность социального взаимодействия между игроками, а сюжет приобретает дополнительную глубину.
В отличие от большинства других сеттингов, Vampire: The Masquerade основан не на стандартных фэнтезийных образах, а на обыгрывании элементов, характерных для современных субкультур — в особенности готической, среди представителей которых игра приобрела популярность. По словам Кэти Сален и Эрика Циммермана, Vampire: The Masquerade стала своеобразным способом пропаганды готической субкультуры и наладила связь между нею и сообществом любителей ролевых игр. Успех сеттинга способствовал повышению статуса подобного времяпрепровождения и, по сути, изменил всю ролевую культуру. В настоящее время игровые партии зачастую превращаются в масштабные костюмированные мероприятия, привлекающие значительное число участников и зрителей.
Более того, игра оказала некоторое влияние на субкультуру так называемых «вампиров», став для определённой части этого движения примерно тем же, чем для неоязычников является Dungeons & Dragons. Она позволила людям, увлекающимся вампирской тематикой, наладить постоянный контакт между собой и реализовать свои фантазии безопасным для окружающих образом. Сеттинг Vampire: The Masquerade популярен среди приверженцев «вампирского стиля жизни», которые чаще всего просто изображают полюбившихся персонажей, а большинство «реальных вампиров», считающих, что они действительно отличаются от других людей и должны пить кровь, чтобы выжить, относятся к игре негативно. Тем не менее, известный «этический кодекс» под названием «Чёрная вуаль», принятый частью «реальных вампиров», во многом перекликается с вымышленными правилами Маскарада и, возможно, на самом деле ими навеян.
Сеттинг Vampire: The Masquerade нашёл отражение и в музыке. В 2000 году вышла компиляция Music from the Succubus Club, позиционировавшаяся как «официальный саундтрек» к игре и составленная из композиций Nosferatu, The Mission, Diary of Dreams, Bella Morte и других исполнителей в жанрах готик-рок, индастриал-метал, дарквейв и синти-поп. Некоторые музыканты, например, Nosferatu и Ministry, специально записывали песни, посвящённые игровому миру.

## Аудитория игры
Vampire: The Masquerade всегда позиционировалась как игра для взрослых людей — в силу тематики и атмосферы она мало подходит для несовершеннолетних. Исследование, проведённое канадским социологом Брайаном Майром в 1996 году, показало, что средний возраст поклонников сеттинга — около 23 лет; соотношение полов среди игроков, согласно этим данным, приблизительно 2:1 в пользу мужчин, а возраст варьируется от 18 до 39 лет. В крупных западных городах энтузиасты игры часто объединяются в клубы, в которых могут состоять несколько десятков человек. В таких случаях вместо одного рассказчика партию могут вести сразу несколько.
Брайан Майр указывает, что многие люди присоединяются к Vampire: The Masquerade, желая найти понимающую компанию или обрести в игре тот социальный статус, которого им не удалось достичь в реальной жизни. Основными источниками информации о сеттинге для игроков чаще всего являются рассказы друзей; многие сначала наблюдают за чужими партиями, а затем сами решают присоединиться к ним. Как правило, хватает одной-двух сессий, чтобы сформировалась устойчивая группа игроков, а случайные участники отсеялись.

## Сопутствующие продукты
По мотивам Vampire: The Masquerade были созданы коллекционная карточная игра Vampire: The Eternal Struggle, две компьютерные игры (Vampire: The Masquerade – Redemption и Vampire: The Masquerade – Bloodlines) и телесериал «Клан». В 2010 году стало известно о планах CCP Games создать MMORPG под названием World of Darkness Online, сюжет которой должен был базироваться на сеттинге Vampire: The Masquerade, однако 14 апреля 2014 года компания объявила об отмене проекта.
В 2019 году была анонсирована компьютерная игра Vampire: The Masquerade – Bloodlines 2, выход которой запланирован на 2025 год.

## Критика
Авторов Vampire: The Masquerade неоднократно упрекали в том, что созданный ими мир чрезмерно мрачен, жесток и переполнен насилием, которое (в силу специфики игры) может описываться очень подробно и детализированно. Высказывались предположения о том, что увлечение сеттингом способно привести к ухудшению психологического состояния игроков и спровоцировать у них эмоциональную нестабильность, однако исследования психологов не выявили связи между игрой в Vampire: The Masquerade и изменениями данного фактора. Тем не менее, мрачность вымышленного мира действительно предрасполагает к тому, чтобы игроки раскрывали через своих персонажей негативные или подавляемые аспекты собственных личностей, что может иметь как положительные, так и отрицательные последствия.
Другое обвинение в адрес сеттинга достаточно стандартно: критики утверждают, что Vampire: The Masquerade, как и другие ролевые игры, развивает эскапизм и способствует десоциализации. Социологи опровергают эту точку зрения, заявляя, что на самом деле игра, напротив, помогает её поклонникам лучше понять свою роль в реальном обществе и может существенно укреплять социальные связи между ними. Действия персонажей (и игроков), ведущих себя неприемлемым образом, корректируются (в том числе вне игры); таким образом, сеттинг может выступать даже как разновидность социальной критики.
По мере популяризации ролевой игры в том числе и за пределами США, представленный сеттинг подвергался всё чаще критике за то, что он слишком поверхностно описывал вампирское сообщество за пределами США и особенно западного мира. Игроки из Европы признавались, что им приходилось серьёзно менять правила игры и сеттинг для адаптации к родному региону. Результатом данной критики стало введение шабашитских и так называемых независимых кланов, которые однако стали источников новой проблемы, воплощая очевидные этнические стереотипы, а сама игра невольно подталкивала игроков к расизму, делая из любого вампира — не белого американца потенциального врага. Учитывая критику, создатели вместе с третьей редакцией значительно переработала сеттинг, углубившись в описание кланов в сторону универсальности, представляя новые линии крови кланов из разных частей света, а также увеличив роль других организаций помимо камарильи и шабаша, например расширив роль организации анархов или уделив большее внимание слабокровным, безклановым вампирам. Расширение сеттинга, описание новых линий крови вампиров породило однако новую проблему перегруженности сеттинга и логических несостыковок, для понимания истории и правил игры, новичку приходилось читать большое количество литературы. Редакция V20, выпущенная упрощала правила игры и отменила некоторые сюжетные повороты, некоторые кланы были изменены для сбалансированности истории.

## Книги правил
- Achilli, Justin. Vampire: The Masquerade Revised Edition. White Wolf Game Studio, 1998. ISBN 1-56504-249-2.
- Justin Achilli et al., Kindred of the Ebony Kingdom, White Wolf Game Studio, 2003, ISBN 1-58846-239-0
- Robert Hatch et al., A World of Darkness (Second Edition), White Wolf Game Studio, 1996, ISBN 1-56504-207-7
- Dean Shomshak & Ari Marmell, Blood Sacrifice: The Thaumatrugy Companion, (White Wolf Game Studio, 2002, ISBN 1-58846-222-6
- James A. Moore et al., Blood Magic: Secrets of Thaumaturgy, White Wolf Game Studio, 2000, ISBN 1-56504-246-8
- Justin Achilli et al., Guide to the Sabbat, White Wolf Game Studio, 1999, ISBN 1-56504-263-8
- White Wolf Publishing Children of the Night, White Wolf Game Studio, 1999, ISBN 1-56504-244-1
- Justin Achilli, Clanbook: Cappadocian, White Wolf Game Studio, 1997, ISBN 1-56504-280-8
- Justin Achilli, Clanbook: Giovanni by White Wolf Game Studio) (1997) ISBN 1-56504-218-2
- White Wolf Publishing et al., Vampire Storytellers Handbook, White Wolf Game Studio, 2000, ISBN 1-56504-264-6
- Sven Skoog & Lucien Soulban, Clanbook: Baali, White Wolf Game Studio, 1998, ISBN 1-56504-213-1
- White Wolf Games Studio et al., Vampire Storytellers Companion White Wolf Game Studio, 1998, ISBN 1-56504-259-X
- Andrew Greenberg, Vampire Players Guide, White Wolf Game Studio, 1993, ISBN 1-56504-053-8
- Lucien Soulban & James Stewart et al., Clanbook: Tzimisce, White Wolf Game Studio, 2001, ISBN 1-58846-202-1
- Justin Achilli et al., Guide to the Sabbat, White Wolf Game Studio, 1999, ISBN 1-56504-263-8
- Justin Achilli al., Vampire: The Masquerade Revised Edition, White Wolf Game Studio, 1998, ISBN 1-56504-249-2
- Steven C. Brown & Ken Meyer, The Storytellers Handbook to the Sabbat, White Wolf Game Studio, 1995, ISBN 1-56504-042-2
- Steven C. Brown & Jeff Starling, A Players Guide to the Sabbat, White Wolf Game Studio, 1995, ISBN 1-56504-042-2